# Кноке-Хайст
Кноке-Хайст (на нидерландски: Knokke-Heist) е селище в Северозападна Белгия, окръг Брюге на провинция Западна Фландрия. Населението му е около 34 100 души (2006).